# Fathi Baja
Fathi Mohammed Baja (arabisch فتحي محمد البعجة, oft auch Fatih Mohammed Baja, kurz auch Fathi Baja) (* in Bengasi) ist ein libyscher Politikwissenschaftler und Mitglied des Nationalen Übergangsrates.

## Leben
Baja studierte in den USA und Marokko, wo er einen PhD in Politikwissenschaften erhielt. Er lehrte bis zum Ausbruch des libyschen Bürgerkriegs 2011 an der Garyounis University in Bengasi.
Im Bürgerkrieg unterstützte Baja die Rebellen. Er ist Hauptautor eines Manifests, das Demokratie und nationale Einheit als Hauptziele der Revolution nennt. Im Nationalen Übergangsrat zählt er zu den Vertretern der Stadt Bengasi und leitet das Komitee für politische und internationale Angelegenheiten (Political Affairs Advisory Committee). In diesem Amt hält er Kontakt zu ausländischen Regierungen und repräsentiert Libyen gegenüber der von mehreren internationalen Organisationen (Vereinte Nationen, Europäische Union, NATO, Afrikanische Union) gebildeten Libyen-Kontaktgruppe.
Baja erklärte, dass die Ratsmitglieder aus historischen Ereignissen wie der De-Baathifizierung infolge des zweiten Irakkriegs und den Nachwirkungen des Zusammenbruchs des Ostblocks gelernt hätten. Viele Polizisten und Beamte sollen daher auch nach dem Bürgerkrieg ihre Posten behalten, um einen stabilen Übergang zu ermöglichen. Rechtlich belangt soll nur werden, wer sich an Kriegsverbrechen beteiligt oder staatliches Vermögen unterschlagen hat. Er betont, dass das Ziel der Revolution ein liberales und demokratisches Libyen sei, das gute Beziehungen zu seinen Nachbarstaaten unterhält.